# Justin Ogenia
Justin Ogenia (Helmond, 5 februari 1999) is een Curaçaos-Nederlands voetballer die als verdediger speelt. Hij verruilde in 2024 FC Eindhoven voor Helmond Sport.

## Carrière

### Willem II
Justin Ogenia speelde in de jeugd van RKSV Mierlo-Hout en Willem II. Van 2017 tot 2019 maakte hij deel uit van de selectie van Willem II, maar zat ook enkele wedstrijden op de bank bij het eerste elftal. Hij debuteerde voor Willem II op 1 september 2019, in de met 0-1 verloren thuiswedstrijd tegen Feyenoord. Ogenia kwam in de 72e minuut in het veld voor Damil Dankerlui, en veroorzaakte een minuut later een penalty die door Steven Berghuis werd benut.

### FC Eindhoven
De tweede seizoenshelft van het seizoen 2019/20 wordt hij aan FC Eindhoven verhuurd. Hij debuteerde in de Eerste divisie op 10 januari 2020, in de met 2-0 verloren uitwedstrijd tegen Telstar. Op 6 oktober 2020 werd hij door Eindhoven gecontracteerd. Op zijn eerste training bij Eindhoven raakte hij zwaar geblesseerd en moet daardoor de rest van het seizoen missen. Op 14 januari 2022 maakte hij zijn rentree in het shirt van Eindhoven, tegen Jong FC Utrecht (4-0). Ogenia speelde nog twee seizoenen voor de club. In totaal speelde 85 wedstrijden voor Eindhoven, waarin hij twee keer scoorde.

### Helmond Sport
Medio 2024 ging Ogenia naar Helmond Sport. Hij debuteerde op 30 augustus tegen VVV-Venlo (3-0). Hij kwam in de 74e minuut in de ploeg voor Anthony van den Hurk. Op 18 oktober 2024 scoorde hij zijn eerste doelpunt tegen Jong AZ (3-2). 

## Interlandcarrière
Op 24 september 2022 debuteerde Ogenia voor het Curaçaos voetbalelftal, onder leiding van Remko Bicentini. Hij speelde de hele wedstrijd in een vriendschappelijke interland tegen Indonesië (2-3). Eind 2023 was hij onderdeel van de selectie voor de CONCACAF Nations League 2023/24.

## Statistieken
| Seizoen                     | Club           | Competitie     | Competitie | Competitie | Beker | Beker | Totaal | Totaal |
| Seizoen                     | Club           | Competitie     | Wed.       | Dlp.       | Wed.  | Dlp.  | Wed.   | Dlp.   |
| --------------------------- | -------------- | -------------- | ---------- | ---------- | ----- | ----- | ------ | ------ |
| 2019/20                     | Willem II      | Eredivisie     | 1          | 0          | 0     | 0     | 1      | 0      |
| 2019/20                     | → FC Eindhoven | Eerste divisie | 9          | 1          | 1     | 0     | 10     | 1      |
| 2020/21                     | FC Eindhoven   | Eerste divisie | 0          | 0          | 0     | 0     | 0      | 0      |
| 2021/22                     | FC Eindhoven   | Eerste divisie | 15         | 1          | 0     | 0     | 15     | 1      |
| 2022/23                     | FC Eindhoven   | Eerste divisie | 20         | 0          | 1     | 0     | 21     | 0      |
| 2023/24                     | FC Eindhoven   | Eerste divisie | 37         | 0          | 2     | 0     | 39     | 0      |
| 2024/25                     | Helmond Sport  | Eerste divisie | 21         | 2          | 1     | 0     | 22     | 2      |
| Carrièretotaal              | Carrièretotaal | Carrièretotaal | 103        | 4          | 5     | 0     | 108    | 4      |
| Bijgewerkt op 16 april 2025 |                |                |            |            |       |       |        |        |